# Maurizio Temporin

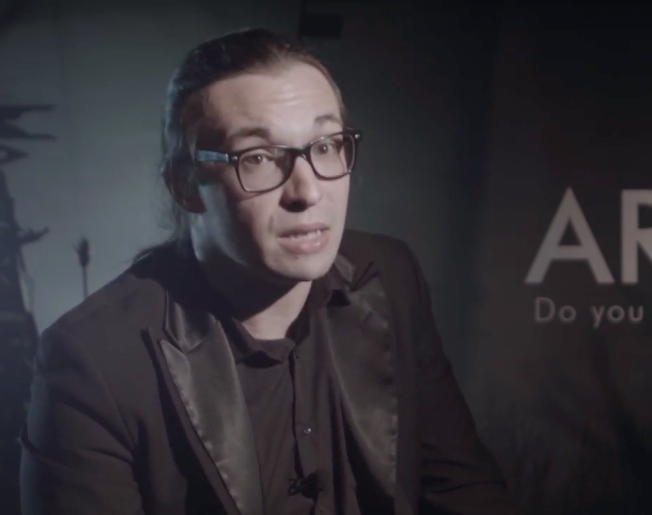
Maurizio Temporin nel 2019, durante un'intervista per l'uscita del romanzo Arcana.

Maurizio Temporin (Broni, 1º agosto 1988) è uno scrittore, regista e sceneggiatore italiano.

## Biografia

### Scrittore
Maurizio Temporin pubblica il suo primo romanzo, Il Tango delle Cattedrali, nel 2007 con Rizzoli, arrivando finalista al Premio Giuseppe Berto e al Premio Zocca Giovani.
Nel 2010 esce il primo volume della saga IRIS - Fiori di Cenere, edito da Giunti. L’anno successivo, 2011, Temporin pubblica il secondo capitolo, I sogni dei morti, e nel 2012 il terzo capitolo, I risvegli ametista.  Nello stesso anno la saga di IRIS viene interamente ristampata in una nuova edizione e tradotta e pubblicata in diversi paesi, tra cui Spagna, Germania, Austria e Sud America. 
Nel 2018 Temporin pubblica con Mondadori IF - la fondazione immaginaria, scritta a quattro mani con il regista e produttore Fabio Guaglione.
Nel 2019 esce sempre con Mondadori il romanzo Arcana - il castello dei destini sbagliati, scritto in collaborazione con Tiziana Troja e con la prefazione di Luigi Serafini.
Nel 2023 pubblica con Panini Comics IF - Fondazione immaginaria, scritto sempre con Fabio Guaglione. Esso è l'ultima opera del progetto crossmediale di Guaglione chiamato Imagoverso.

### Attività cinematografica
Nel 2016 Maurizio Temporin inizia a dedicarsi alla regia, girando il cortometraggio Orologica che arriva in finale al Torino Comics Horror Fest. Sempre nello stesso anno Temporin realizza il videoclip It’s All DEVO, per l’omonimo singolo del cantautore statunitense Gerald Casale, insieme a Max Papeschi.
Nel 2017 il suo secondo cortometraggio Evocazione all’ora del tè è finalista al TOHorror Film Fest e al Fipili Horror Festival.
Nel 2016 collabora con Fabio Guaglione al film Mine, realizzando una carta dei tarocchi, rappresentante il protagonista della pellicola, per l’edizione home video distribuita da Eagle Pictures.
Collabora attivamente con Makinarium la casa di produzione di effetti speciali e visivi di Leonardo Cruciano.

## Opere
- Il tango delle cattedrali, Milano, Rizzoli, 2007, ISBN 8817015172.
- IRIS - I fiori di cenere, Firenze, Giunti, 2010, ISBN 8809779193.
- IRIS - I sogni dei morti, Firenze, Giunti, 2011, ISBN 9788809779204.
- IRIS - I risvegli ametista, Firenze, Giunti, 2012, ISBN 9788809778900.
- IF - La fondazione immaginaria, in Omnibus,  con Fabio Guaglione, Milano, Mondadori, 2018, ISBN 8804702222.
- Arcana - Il castello dei destini sbagliati, in Omnibus, con Tiziano Troja, Milano, Mondadori, 2019, ISBN 9788804712343.
- IF - Fondazione immaginaria, con Fabio Guaglione, Modena, Panini Comics, 2023.

## Filmografia

### Cortometraggi
- Orologica (2016) (regista e sceneggiatore)
- Evocazione all'ora del tè (2017) (regista e sceneggiatore)

### Videoclip
- It's All DEVO (2016) - videoclip animato (co-regista)